# 유가 (순양회후)
순양회후 유가(順陽懷侯 劉嘉, ? ~ 39년)는 중국 후한의 종실이자 열후로, 자는 효손(孝孫)이며, 남양군 채양현(蔡陽縣) 사람이다. 후한 광무제·한 경시제와 같은 용릉절후 가문으로, 용릉후 유창의 동복 동생 유헌(劉憲)의 아들이다. 현한에서 한중왕을 지내다가 현한 멸망 후 광무제에 투항했다.

## 생애
어려서 고아가 됐으나 성품이 어질고 도타워, 남돈군 유흠에게서 아들처럼 길러졌고, 유흠의 아들 유인과 함께 장안으로 유학해 서경과 춘추를 배웠다.
23년, 유현이 거병했을 때 그를 따랐고, 유인의 명령으로 녹림군의 평림병과 신시병을 끌어들였다. 그러나 이들이 소장안취에서 졌을 때 처자식이 해를 당했다(이 전투에서는 유인도 동생과 두 누나를 잃었고, 사촌형 유지도 처자를 잃었다). 유현이 황제로 즉위했을 때(경시제) 편장군(偏將軍)이 됐고, 유인이 완을 함락하자 흥덕후(興德侯)에 봉해지고 대장군이 됐다. 남양군 관군현에서 연잠을 쳐서 항복시켰다. 경시 2년(25년), 경시제가 장안으로 천도한 이후 제후왕들을 세우면서 한중왕에 봉해지고 부위대장군(扶威大將軍)에 임명돼 절을 지니고[지절(持節)] 남정(현재의 한중 시)에 도읍을 두니, 무리가 수십만 명이 되었다. 경시제를 잠깐 섬겼다가 칭탈하고 떠난 내흡이 자기 아내의 오빠이기에 사람을 보내 한중으로 불러왔다.
경시 3년(26년), 연잠이 모반을 일으켜 남정성을 포위해, 패주하고 한중군을 빼앗겼다. 연잠은 무도군까지 진격했으나 경시제의 주공장군(柱功將軍) 이보(李寶)에게 격파돼 천수군으로 달아났다. 그 사이 공손술의 장군 후단(侯丹)이 남정성을 손에 넣었다. 유가는 흩어진 병졸을 모아 수만 명을 거느리고 이보를 재상으로 삼아 무도의 남쪽에서 후단과 싸웠으나 불리해 무도군의 하지현과 하변현에 주둔했다. 또 연잠과 연이어 싸워, 연잠이 산관(散關)을 넘어 진창현으로 가자 이를 쫓아 격파했다.
그런데 유가와 연잠이 어느새 들어간 관중은 적미군의 영향권 하에 있는 곳으로, 연잠도 유가도 모두 각각 적미군의 공격을 받게 된다. 경시제 정권에서 양왕(穰王)을 지낸 요담(廖湛)이 적미의 장수가 되어 18만을 이끌고 공격해 오자, 곡구(谷口)현에서 이들을 대파하고 손수 요담을 베어 운양현까지 나아가 곡식을 거두었다. 한편 재상 이보는 두릉현에 주둔한 연잠과 연합해 방안(逄安)이 이끄는 적미군을 무찔렀다.
후한 광무제는 등우를 시켜 서쪽으로 나아가게 했다. 등우는 연잠과 싸웠으나 졌고, 이보 등은 지키면서 형세를 관망하자고 했다. 광무제가 이를 듣고 등우에게, “효손은 소박하고 삼가며 착한데, 장안의 경박한 아이들이 그르치고 있을 뿐이다.”라고 말했다. 등우가 광무제의 뜻을 밝히자, 내흡의 권유를 받아들여 등우를 운양현으로 맞이해 광무제에게 항복했다. 건무 3년(27년), 낙양에 이르렀다. 이후 광무제의 정벌에 종군했고 천승태수가 됐다. 건무 6년(30년) 병이 들어 상소해 은퇴하고 경사로 왔다. 건무 13년(37년), 순양후에 봉해졌고, 가을에 아들 유장(劉廧)은 황리후(黃李侯)에 봉해졌다. 건무 15년(39년)에 죽어 시호를 회라 하였다.

## 광무제의 양신들과 유가
광무제의 공신인 운대 28장 중 가복과 진준은 본디 유가의 사람으로, 유가가 하북 원정 중의 광무제에게 보내 광무제를 섬기게 했다. 운대 28장은 아니나 역시 공신인 내흡 역시 유가를 먼저 섬겼다.

## 출전
범엽: 《후한서》 권14 종실삼왕사후전 중 순양회후
|  | 한나라의 한중왕 25년 ~ 27년 | 후대 (폐지) (192년 후, 자칭) 유비 |